# Me2day
Me2day (kor. 미투데이) war ein Mikroblogging-Service der südkoreanischen Naver Corporation.
Me2day war als Kommunikationsplattform oder soziales Netzwerk definiert. Der Mikroblog erlaubte es Benutzern, Nachrichten mit bis zu 150 Zeichen zu schreiben. Die Seite ähnelte damit Twitter und Sina Weibo. So gab es Funktionen wie Me2, durch die ein Nutzer die Nachricht eines anderen Nutzers schnell teilen konnte. Mit der Funktion Band konnte man Gruppen gründen. Viele südkoreanische Stars wie Big Bang, die Wonder Girls, 2NE1, f(x), 2PM oder IU nutzen die Seite, um ihre Fans auf dem Laufenden zu halten.
Mitte 2014 verkündete Naver Corporation, den me2day Dienst nicht mehr fortsetzen zu wollen. Grund war insbesondere die schnell sinkende Nutzerzahl. Der Service bleibt vorerst aktiv, um bestehenden Nutzern eine Sicherung ihrer Daten zu ermöglichen.